# Silana
Silana is een geslacht van kevers uit de familie bladkevers (Chrysomelidae).
De wetenschappelijke naam van het geslacht werd in 1914 gepubliceerd door Spaeth.

## Soorten
- Silana farinosa (Boheman, 1862)